# Бартоломео Перестрелло
Бартоломéо Перестрéлло (італ. Bartolomeo Perestrello; 1395/1400-1457, Порту-Санту) або Бартоломéу Піріштрелу (порт. Bartolomeu Perestrelo) — португальський мореплавець і дослідник італійського походження, який разом із Жуаном Гонсалвішом Зарко та Тріштаном Ваз Тейшейра відкрив острів Порто-Санто. Був першим португальським капітаном-донатаріо, лордом і губернатором острова Порту-Санту (прибл. в 1395—1457 рр).

## Біографія
Він був сином Міцера Філіппо Палластреллі (в Португалії його називали Філіпе Перестрелу), лангобардського дворянина з П'яченци, і його другої дружини Бертоліни Браччіфорті. Філіппо Палластреллі, як вважається, помилково прибув до Португалії в кортежі королеви Леонори Арагонської, і залишився при дворі Жуана I, який визнав його герб і зробив його гербовим дворянином в 1433 році.
Дворянин і фідальго — есквайр дому принца Жуана, коннетабля Португалії і магістр португальського ордена Сантьяго, він отримав у 1446 році, як спадковий феодальний володіння (капітанія), острів Порту-Санту і разом з іншими капітанами флотилії, що відкрила острови — Зарку і Тейшейрою розпочав їх колонізацію.

## Капітан-донатаріо Порту-Санту
Згідно хроніки португальського середньовічного літописця Гоміша Іаніша ді Зурари, в 1418 році капітани португальського інфанта Енріке — Жуан Зарку і Тріштаном Ваш Тейшейра вийшли в море для дослідження узбережжя Західної Африки. Виконуючи маневр volta do mar під час повернення до Португалії, кораблі Зарко та Тейшейру біли віднесені штормом далі на захід в Атлантичний океан. Випадково вони знайшли порятунок на раніше невідомому їм острові, який мореплавці, що врятувались на острові від смертельної небезпеки назвали Порту-Санту (Свята Гавань). Зарку і Тейшейра із тріумфом повернулися до Сагрешу і доповіли інфанту Енріке про нововідкритий острів, повідомивши, що він добре придатний для постійного поселення. Через конфлікти з Каталонією щодо прав на Канарські острови, Енріке з великою зацікавленістю підтримав ідею колонізації острова, який міг виступити альтернативою Канарам в якості бази для подальшого дослідження західноафриканського узбережжя. Тож принц без затримки послав колонізувати острів Бартоломео Перестрелло і його відкривачів Жуана Зарку і Тріштана Тейшейру з двома кораблями і товарами для нової країни: пшеницею, медом, цукровою тростиною з Сицилії, виноградом Мальвазія з Криту і навіть кроликами з Португалії.
В 1419 році Жуан Зарку з острова Порту-Санту помітив на горизонті темну смугу, яка нерухомо висіла над морем. Спорядивши корабель і відправившись в цьому напрямку, Жуан відкрив сусідній острів, який через його буйну рослинність було названо Мадейра. Після того, як кролики, завезені на Порту-Санто першими переселенцями, розмножились так, що почали знищувати увесь урожай, переселенці перебрались на сусідній острів Мадейра. Мадейра виявилась більш гостинним і придатним для обробки островом.
У 1425/1426 році управління Мадейрою було розділене між Зарку та Тріштаном, яких було призначено першими капітанами-донатаріо міст Фуншала та Машіку відповідно, а управління капітанією Порту-Санту було надано Бартоломео Перестрелло. Принц Енріке, як магістр Ордену Христа зробив Перестрелло капітаном-донатаріо острова Порту-Санту і доручив йому заселення та колонізацію цього острова. Ефективна колонізація Порту-Санту почалася, мабуть, в 1428 році і через небагату рослинність з самого початку була найменш процвітаючою з трьох капітанств Мадейри і Порту-Санту. Голод і піратство постійно спустошували острів. Легенда приписує Бартоломео Перестрелло відповідальність за бідну рослинність Порту-Санту. Під час своєї першої висадки на острів він привіз одну вагітну кролицю, яка втекла, а її потомство за кілька років заполонило острів. Насправді острів був бідний на воду, і те, що здавалося Перестрелло гарним вкладенням коштів, призвело у підсумку до фінансового розорення його родини.

## Сім'я
Бартоломео Перестрелло був братом Рафаеля Перестрелло, голови роду Перестрелло з Торреш-Ведраша. У нього також було дві сестри: Катаріна Перестрелло, одружена з Айресом Анесом де Бежа, секретарем (Escrivão da Puridade) короля Жуана I.
Він одружувався чотири рази, по-перше на Маргаріді Мартінс без відомих нащадків, по-друге з Бранкою Діаш, фрейлиною королеви Португалії Елеонори Арагонської і коханки Педру де Норонья (замок Хіхон, 1379 — 20 серпня 1452 р.), 4-й архієпископа Лісабону (1424—1452), від якого вона мала дітей, у тому числі Педру де Норонья, лорд-камергера короля Португалії Жуана II. По-третє, у 1446 році з Брітес Фуртадо де Мендонса (тітці коханки короля Жуана II Ани де Мендонса), від якої мав дітей, включаючи Ізеу Перестрело, дружину Педро Коррея, першого капітан-донатаріо острова Грасіоза на Азорських островах та одного з двадцяти п'яти охоронців короля Жуана II.
Його четвертий шлюб з Ізабель Моніс також приніс дітей. Дочка Ізабель — Філіпа Моніс Перестрело, одна з 12 Комендадорів Сантьяго що народилася близько 1455 р., вийшла заміж за Христофора Колумба близько 1479 р., який певний час перед своїм першим плаванням до Америки жив на Мадейрі та Порту-Санту. Інша дочка — Віоланте, вийшла заміж за Мігеля Молярте і жила в Севільї в Іспанії, а син Бартоломеу Перестрело II став згодом третім капітан-донатаріо острова Порту-Санту.